# Donja Gata
Donja Gata falu Bosznia-Hercegovinában, Bihács községben, a Bosznia-hercegovinai Föderáció Una-Szanai kantonjában. 

## Fekvése
Bihácstól légvonalban 13, közúton 19 km-re északra fekszik. A Gata szó azt jelenti, hogy kád, mely a vidék melegvizű forrásaira utal. A karsztsíkság szélén barlangforrások egész sora található, melyek vize befolyik a gatai fürdőbe. A régi Gata a Bisovac hegyétől a Kordun határáig húzódó dombos vidéken terült el. Régi településrészei a Bisovac alatt található Srpska Gata, a Korana felé található Čerkezovac, a karsztsíkságon fekvő Brezik, valamint a Rujnicáig húzódó Rastovača. Egykor Mala Peća és Bugar falvak is ide tartoztak. A mai Donja Gata ennek a területnek a keleti részén, a Velika Gatát Vreloval összekötő út, valamint a Toplica és Skorupača patakok által határolt területen található. Házai a területen szétszórt csoportokban helyezkednek el.
A település Bukovicával közös határa a Skorupača-patak mentén húzódik, majd Marin Mosttól és Trstovactól délre a Šegestini erdővel folytatódik. Ezután tovább halad a határ kelet felé Vrelo település felé, átszeli a Prominovac síkságának közepét és a Vedro poljét a Veliki Bisovac-hegy alatt, majd Mala Gatától nyugatra a Dubrava közepét és Selište felett északra a Toplica folyóba csatlakozik. A településen Gatán, mint a legnagyobb különálló egységen kívül, a házcsoportok szerint még öt különálló településrész van: Rajakov Potok vagy másképpen Potok, Grahovčevo Brdo, Rajakovo Brdo, melyet Bajića Brdonak is neveznek, Gluvajića Brdo, valamint Lončarevo Brdo. A település nevét egy meleg forrásról kapta. Megkülönböztetésül Gornja Gatától vagy Bihaćka Gatától Cazinska Gatának is nevezik.

## Népessége
| Nemzetiségi csoport | Népesség 1991 | Népesség 2013 |
| ------------------- | ------------- | ------------- |
| Szerb               | 197           | 1             |
| Bosnyák             | 1             | 18            |
| Horvát              | 0             | 0             |
| Jugoszláv           | 0             | 0             |
| Egyéb               | 0             | 0             |
| Összesen            | 198           | 19            |

## Története
Donja Gatában, a Cimešina dol határrészen kovácsolásból visszamaradt salak található. Ez a termékeny völgy már a rómaiakat vonzotta. Az egész területen római épületek maradványai találhatók. Mali Bisovac alatt valószínűleg egy téglaégető üzem is volt. Gatában - Ilidžában egy római korból származó kiépített gyógyerejű hőforrás (banja) maradványa került elő. A feltételezések szerint a környéken kiszolgált római veteránok villái voltak.
A település első lakói feltehetően Raskából, Hercegovinából, Montenegróból és Közép-Boszniából vándoroltak be a boszniai Krajinára. Ez a népesség azonban az 1788 és 1791 közötti háborúban elhagyta a települést és a Kordun és Banija térségébe költözött. Csak a Stanišić családról bizonyítható, hogy már a háború előtti időben is itt éltek. Az 1791-es svistovói béke után a falu telkei többnyire üresen maradtak, így az új telepesek egy erdővel benőtt üres területre érkeztek. A Középső Unamente területe ezután szakaszosan hét hullámban települt be újra. A legnagyobb bevándorlás a 3. és 4. hullámban, vagyis 1850-ben és Bosznia 1878-as osztrák megszállása előtt történt. Donja Gata lakosai: Likából (46,37%), Zmijanjéból (5,79%), Bjepolojéból (18,83%), az Unamentéről (15,94%) és a Kordunból (11,59%) érkeztek. A harmadik hullámban kilenc, a negyedik hullámban összesen tizenöt család települt be. Időközben azonban néhány család kihalt, néhány pedig elköltözött.
A település 1878-ig tartozott az Oszmán Birodalomhoz, ekkor a berlini kongresszus határozata alapján az Osztrák-Magyar Monarchia része lett. Az osztrák-magyar népszámlálások adatai alapján Donja Gatának 1879-ben 326, 1885-ben 384, 1895-ben 439, 1910-ben pedig 479 lakosa volt, mind ortodox szerbek. A monarchia szétesésével 1918-ban előbb a Szerb-Horvát-Szlovén Királyság, majd 1929-től a Jugoszláv Királyság része lett. Jugoszlávia megszállása után a Független Horvát Állam (NDH) része lett. A második világháború után a szocialista Jugoszláviához tartozott. A második világháború után három új család telepedett le Donja Gatában, mindhárom a környékről érkezett. Jugoszlávia felbomlásáig és a bosznia-hercegovinai polgárháború 1992-es kezdetéig összesen 31 szerb ortodox családot tartottak nyilván Donja Gatán, ahol kizárólag a szerb ortodox lakosság élt. A daytoni békeszerződést követő területfelosztásnál bihács község részeként a Bosznia-Hercegovinai Föderáció területéhez került. Szerb lakossága a boszniai háború idején, az 1995. augusztusi „Vihar” hadművelet  menekült el, a háború után helyükre kevés bosnyák lakosság települt be.